# Emir Hadžić
Emir Hadžić (ur. 19 lipca 1984 w Kakanju) – bośniacki piłkarz grający na pozycji napastnika. W reprezentacji Bośni i Hercegowiny zadebiutował w 2009 roku. Rozegrał w niej jeden mecz.